# Heber D. Curtis
Heber Doust Curtis foi um astrônomo americano. Formou-se pela Universidade de Virginia, tendo estudado também na Universidade de Michigan. Trabalhou no Observatório Lick entre 1902 e 1920, continuando as pesquisas sobre nebulosas iniciada por James Edward Keeler. Foi eleito presidente da Sociedade Astronômica do Pacífico em 1912 e apontado diretor do Observatório Allegheny. Participou com Harlow Shapley no que ficou conhecido como O Grande Debate, um debate sobre a natureza das nebulosas e galáxias e o tamanho do universo.
Foi apontado como diretor dos observatórios astronômicos da Universidade de Michigan, embora a Grande Depressão o tenha frustrado de construir um grande telescópio refletor que ele mesmo havia projetado. Participou de 11 expedições para o estudo de eclipses solares e descobriu o asteroide 23400 A913 CF.